# Corrado Tedeschi (editore)
Corrado Tedeschi (Firenze, 22 settembre 1899 – Firenze, 25 aprile 1972) è stato un editore italiano, fondatore della casa editrice che porta il suo nome.

## Storia
Nacque a Le Cure in una modesta famiglia ebraica, primogenito di Emilio e Margherita Orefici.
Laureato in Economia e commercio all'università di Torino, con relatore Luigi Einaudi, aveva idee repubblicane e non aderì mai al fascismo, benché avesse iniziato a lavorare come impiegato statale (attaché culturale all'ambasciata di Costantinopoli). Sin dagli anni venti alternò la professione di insegnante a quella di giornalista per diversi quotidiani; fu tra l'altro inviato per La Stampa in Estremo Oriente, dove seguì i conflitti tra Cina, Russia e Giappone.
La sua attività editoriale iniziò nel 1938, quando acquisì una piccola rivista di enigmistica, fondata a Milano nel 1934 con il nome di Enigmistica Tascabile e che nello stesso 1938 aveva cambiato titolo in Marco Polo - Enigmistica Tascabile: Tedeschi trasferì la redazione a Firenze e tornò al nome originario. Fu subito costretto a sospendere l'attività in seguito alla promulgazione delle leggi razziali e venne inviato al confino (prima in Abruzzo, poi nelle Marche e infine in Umbria). Con la liberazione di Firenze nel 1944 rientrò in città, dove fondò un Centro di studi ebraici e diede alle stampe testi a tema politico. Nel 1945 ritornò all'enigmistica pubblicando i Quaderni di enigmistica, destinati agli scolari in vacanza, e un numero unico di Ventitré Giuochi di Enigmistica. Al 18 agosto 1945 risale il primo numero della Nuova Enigmistica Tascabile (N.E.T.).
All'inizio degli anni cinquanta venne pubblicata la Nuova Enciclopedia Scientifica Tedeschi, venduta dapprima in fascicoli e poi in edizione rilegata. Nel periodo in cui era in voga Il Musichiere, iniziò anche per la Corrado Tedeschi l'avventura della produzione di dischi. Il primo uscito con la N.E.T. nel 1959 fu Passion Flower, canzone assai popolare, interpretata appositamente da Baby Gate, pseudonimo della cantante Mina all'inizio della carriera. Poi la produzione aumentò e vennero introdotti i ballabili e la musica da camera. In seguito venne prodotto un nuovo settimanale, Le Opere, che offriva, in dischi successivi (a puntate) le intere opere liriche: La traviata, Aida e Rigoletto.
Nel 1971 Corrado Tedeschi ebbe la sua ultima idea di successo: la creazione di un nuovo periodico, pioniere di questo genere, Il Giornale dei Misteri; si tratta di una rivista mensile dedicata a discipline scientificamente consolidate, come l'archeologia, l'astronomia, la paleontologia, la psicoanalisi, la simbologia, ma soprattutto a discipline controverse, e in molti casi a vere e proprie pseudoscienze, come la cosiddetta archeologia spaziale, la clipeologia, i fenomeni fortiani, la criptozoologia, la parapsicologia, l'ufologia, la miracolistica, l'occultismo; in seguito la rivista venne ceduta ad altri editori.
Nel ventunesimo secolo la Corrado Tedeschi costituisce una delle aziende leader nel settore dell'enigmistica, essendosi rinnovata sia dal punto di vista della gamma dei prodotti presentati che da quello puramente tecnico-industriale.

## Il "Partito della Bistecca"

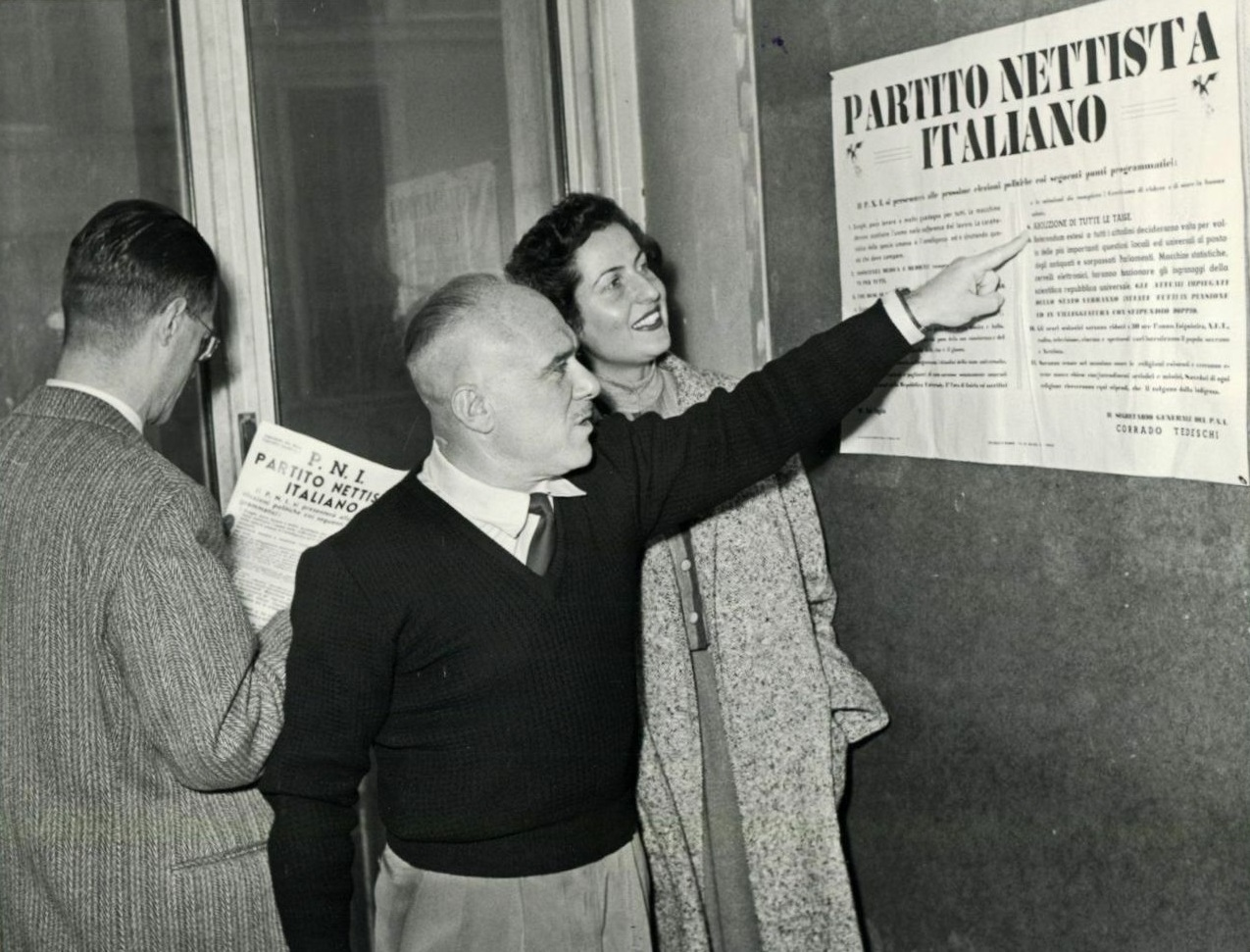
Corrado Tedeschi indica il programma del Partito Nettista Italiano

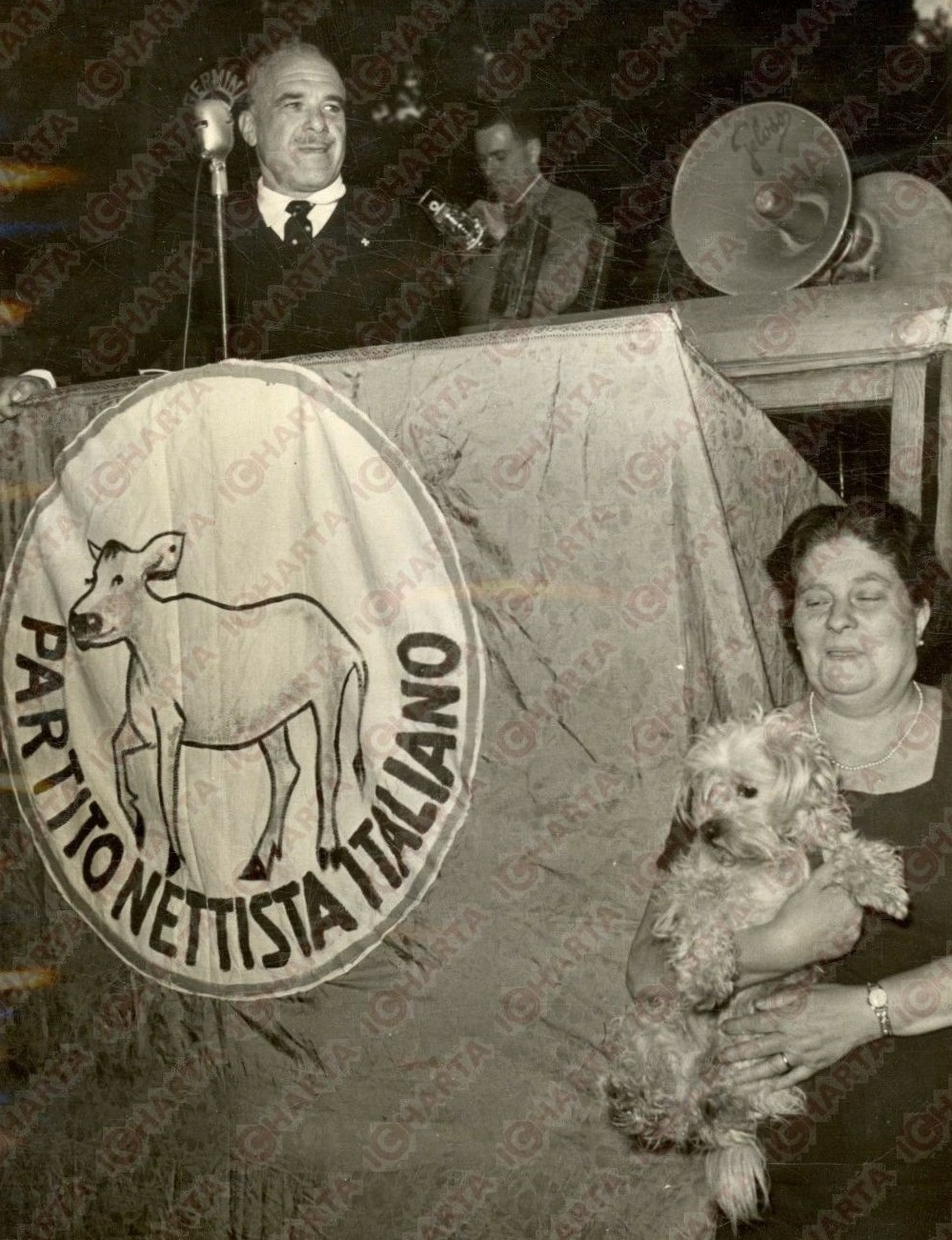
Comizio a Roma

Corrado Tedeschi, insieme ad Ugo Cavallini, si fece promotore a Firenze di un partito politico, che partecipò regolarmente alle elezioni politiche italiane del 1953; si trattava del Partito Nettista Italiano (conosciuto anche come Partito della Bistecca), dal programma goliardico e surreale. Il partito infatti aveva un più che evidente intento canzonatorio, goliardico, surrealista, e con altrettanta evidenza faceva l'occhiolino al famoso e precedente partito dell'Uomo Qualunque. Si potrebbe anche considerare un esempio antesignano dell'antipolitica o il primo partito satirico italiano.
La qualifica Nettista del partito proviene dal nome della popolare pubblicazione che fece la prima fortuna dell'editore Corrado Tedeschi, ovvero la N.E.T., Nuova Enigmistica Tascabile; ma il partito era anche detto Il partito della bistecca, e il suo simbolo era una vitella, perché il programma politico, tra le altre cose, prevedeva l'erogazione a ogni cittadino di una bistecca al giorno. Il partito aveva anche un inno ufficiale costituito da muggiti di mucche.
Il Partito Nettista Italiano si presentò veramente (nelle sole circoscrizioni di Roma-Viterbo-Latina-Frosinone, Firenze-Pistoia e Milano-Pavia) alle elezioni politiche del 7 giugno 1953 alla Camera dei Deputati con un sorprendente programma suddiviso in 12 punti e il motto "W la pacchia!", riscuotendo 4.305 voti validi, equivalenti allo 0,02% a livello nazionale (0,14% a Firenze).